# Weiterswiller
Weiterswiller es una localidad y comuna francesa, situada en el departamento de Bajo Rin en la región de Alsacia.
La comuna se ubica en los límites  del Parque natural regional de los Vosgos del Norte. Limita al norte con Sparsbach, al noreste con Weinbourg, al este con Obersoultzbach, al sureste con Bouxwiller, al sur con Neuwiller-lès-Saverne, al oeste con La Petite-Pierre y al noroeste con Erckartswiller.

## Demografía
| 513 | 543 | 564 | 540 | 540 | 543 |
| Para los censos de 1962 a 1999 la población legal corresponde a la población sin duplicidades (Fuente: INSEE [Consultar]) |     |     |     |     |     |

## Patrimonio
- templo protestante de Weiterswiller, con frescos del siglo XV